# Cheesman-Lamellenzahnratte
Die Cheesman-Lamellenzahnratte (Otomys cheesmani) ist ein möglicherweise ausgestorbenes Nagetier, das in Äthiopien endemisch war. Das Artepitheton ehrt Robert Ernest Cheesman  (1878–1962), der zwischen 1926 und 1937 die zwölf Typusexemplare gesammelt hatte.

## Merkmale
Die Typusexemplare haben eine Kopf-Rumpf-Länge von 165–210 mm, eine Schwanzlänge von 77–106 mm, eine Ohrenlänge von 22–24 mm und eine Hinterfußlänge von 28–31 mm. Für das Körpergewicht liegen keine spezifischen Daten vor. Die Cheesman-Lamellenzahnratte hatte ein zotteliges, dunkles Fell und war größer als alle anderen Otomys–Arten, mit Ausnahme der Angola-Lamellenzahnratte (Otomys anchietae). Das Fell dieser Art war hellbraun mit einer rötlichen Schattierung auf der Oberseite und einer hellgelblichen Graufärbung auf der Unterseite. Die Ohren waren schwärzlich, und die Innenflächen waren mit kurzen, rötlichen Haaren bedeckt. Die Vorder- und Hinterfüße waren an der Oberseite dunkelgrau. Der relativ kurze Schwanz machte 49,3 % der Kopf-Rumpf-Länge aus. Er war an der Oberseite schwärzlich und an der Unterseite hell gelblich, aber nicht deutlich zweifarbig. Die unteren Schneidezähne hatten zwei tiefe Furchen. Der erste Molar hatte vier Lamellen und dritte acht oder neun Lamellen.

## Systematik
Otomys cheesmani galt früher als Population der Äthiopischen Lamellenzahnratte (Otomys typus), konnte jedoch aufgrund morphologischer und molekularer Merkmale als neue, eigenständige Art identifiziert werden.

## Verbreitungsgebiet
Die Cheesman-Lamellenzahnratte ist von zwei Fundorten in 2100 bis 2500 m Höhe in der Umgebung von Dangila, 66 km südlich des Tanasees, im Nordwesten Äthiopiens bekannt.

## Lebensraum
Die Terra typica ist heute ein landwirtschaftlich genutzter Lebensraum. Ein Exemplar wurde in niedrigem Akaziengebüsch (Acacia) in Höhenlagen von 2100–2500 m gesammelt.

## Lebensweise
Die Cheesman-Lamellenzahnratte war vermutlich nacht- oder dämmerungsaktiv. Über ihre Lebensweise ist nichts bekannt geworden.

## Status
Die Cheesman-Lamellenzahlratte wurde 2021 in der Kategorie „vom Aussterben bedroht“ (critically endangered) in die IUCN Red List mit dem Zusatz möglicherweise ausgestorben (possible extinct) aufgenommen. Neben den zwölf Typusexemplaren (fünf Weibchen, sieben Männchen) ist noch ein Exemplar bekannt, das 1968 bei Debre Markos gesammelt wurde und dieser Art zugerechnet wird. Seitdem gilt die Cheesman-Lamellenzahlratte als verschollen, zumal zwei Feldexkursionen am Mount Choqa in den Jahren 2012 und 2018 ergebnislos blieben.